# مرغ بخیه‌زن
مرغ بخیه‌زن یا عسل‌خوار زرده‌ای (نام علمی: Notiomystis cincta) نام یک گونه از راسته گنجشک‌سانان است.